# 피트 에스테스
엘리엇 피트 에스테스(Elliot Marantette "Pete" Estes, 1916년 1월 7일 – 1988년 3월 24일)라고 불리우는 Pete Estes는 전직 제너럴 모터스의 엔지니어이자 1974년부터 1981년까지 대표이사였다. 그는 여러 고등교육을 받고 케터링 대학교에서 학위를 수료받은 채 졸업하자마자 올즈모빌, 폰티액 등 여러 브랜드를 담당한 엔지니어였으며 그 중 올즈모빌 로켓 V8엔진을 개발총괄한 바 있다.
1974년부터 1981년까지 GM 대표이사를 역임 후 로저 스미스를 후임으로 내정한 채 켈라노바 대표이사를 역임하다 1988년 오헤어 국제공항에서 심장마비로 갑작스럽게 사망했다.

## 같이 보기
- 로저 B. 스미스
- 대우자동차
- 릭 왜고너